# 阿迪斯 (路易斯安那州)
阿迪斯（英語：Addis），是美国路易斯安那州下属的一座城市。根据2010年美国人口普查，该市有人口3,593人。建置上，属于“town”。